# 京都市電今出川線
今出川線（いまでがわせん）は、京都市の今出川通に敷設されていた京都市電の軌道路線。
明治終期に始まった京都市三大事業の一つである［道路擴築 並 電氣鐵道敷設事業］、京都市区改正設計に基づく大正後期の［都市計畫軌道延長事業］、そして昭和の初期から中期に至る［都市計畫軌道延長 第二期事業（外劃線）］と長い年月を掛けて建設された。白梅町－北野紙屋川町は市電最後の開業区間となった。この区間は京福電気鉄道北野線の白梅町 - 北野間を代替する形で建設されている。
路線は左京区浄土寺から北区北野までの市街を全区間併用軌道で横断していた。
1976年（昭和51年）に丸太町線、白川線と共に全線が廃止された。

## 沿革
- 1907年（明治40年）3月6日 市会が「道路擴築 並 電氣鐵道敷設事業案」修正可決
- 1912年（大正元年）
  - 11月21日 千本今出川－今出川大宮開業
  - 12月25日 今出川大宮－烏丸今出川開業
- 1917年（大正6年）10月31日 烏丸今出川－寺町今出川開業
- 1923年（大正12年）5月26日 市会が第77号議案可決し、今出川線延長路線決定
- 1924年（大正13年）10月1日 寺町今出川－河原町今出川開業
- 1929年（昭和4年）5月14日 百万遍－銀閣寺道開業
- 1931年（昭和6年）9月18日 河原町今出川－百万遍開業
- 1940年（昭和15年）12月2日 急行運転開始（日曜祝祭日を除く午前6時－午前9時／午後4時－午後7時）
- 1943年（昭和18年）
  - 2月21日 急行運転強化（日曜祝祭日を含む毎日午前6時－午前10時／午後4時－午後8時）
  - 11月1日 終日急行運転実施
- 1954年（昭和29年）6月1日 終日急行運転終了
- 1957年（昭和32年）4月3日 北野紙屋川町－千本今出川開業
- 1958年（昭和33年）9月16日 北野紙屋川町－北野白梅町開業　［今出川線全線開業］
- 1962年（昭和37年）3月27日 急行運転開始（日曜祝日を除く午前7時－午前9時）
- 1964年（昭和39年）6月1日 ワンマンカー運行開始（当初3週間は添乗者が付き、一人乗務は6月22日実施）
- 1965年（昭和40年）12月1日 自動車の併用軌道乗入全面開放
- 1975年（昭和50年）10月31日 「今出川線【白梅町〜銀閣寺道】・丸太町【円町〜天王町】・白川線【銀閣寺道〜天王町】間」廃止申請
- 1976年（昭和51年）
  - 3月31日 「さようなら 今出川・丸太町・白川線」電車運行
  - 4月1日 今出川線全線廃止し、市バスに転換

## 電停一覧
停留所／交叉する通り（接続、距離、急行停車駅は路線図参照）
- 銀閣寺道／今出川通
- 北白川／志賀越道
- 農学部前
- 百万遍／東大路通
- 関田町／一乗寺道
- 加茂大橋／川端通
- 河原町今出川／河原町通
- 同志社前
- 烏丸今出川／烏丸通
- 今出川新町／新町通
- 堀川今出川／堀川通
- 今出川大宮／大宮通
- 今出川浄福寺／浄福寺通
- 千本今出川／千本通
- 上七軒／七本松通
- 北野／御前通
- 北野紙屋川町／天神通
- 白梅町／西大路通